# Patricia Morgenthaler
Patricia Morgenthaler (* 25. Februar 1972 in Frankfurt am Main) ist eine deutsche Designerin, Fachjournalistin, Fotografin und Sachbuchautorin.

## Leben
Neben dem Schreiben von Sachbüchern zum Thema Wohndesign, Do it yourself und Einrichten ist sie seit Juli 2011 regelmäßig im TV u. a. in der TV-Sendung ARD-Buffet als Wohnexpertin zu sehen.
Sie veröffentlichte verschiedene Sachbücher und Artikel in Zeitschriften, wie z. B. Shabby Chic, Vintage Christmas, Skandinavische Weihnachten, Das große Werkbuch Shabby Chic, Happy Shabby, Chalky Chic etc.
Seit Anfang Juli 2014 hat sie einen eigenen YouTube-Kanal, auf dem sie verschiedene DIY-Projekte zeigt.

## Veröffentlichungen (Auswahl)
- Shabby Chic: Materialien, Grundtechniken, Ideen für Möbel und Accessoires, 2010, ISBN 3-7724-5528-X.
- VooDolls: Magische Voodo-Püppchen selber machen, Frech, 2010, ISBN 978-3-7724-5825-5.
- Skandinavische Weihnachtsträume, Frech, 2010, ISBN 3-7724-5573-5.
- Gutscheine für jede Gelegenheit, Frech, 2010, ISBN 3-7724-5656-1.
- Naturträume: Dekoideen mit natürlichen Materialien für den Frühling und den Sommer, Frech, 2010, ISBN 978-3-7724-5579-7.
- Das große Werkbuch Shabby Chic, Frech, 2011, ISBN 3-7724-5535-2.
- Happymakers: Kleine Glücksbringer selber nähen!, Frech, 2011, ISBN 978-3-7724-6675-5.
- Serviettentechnik und Découpage: Inspirationen – Materialkunde – Techniken, Frech, 2011, ISBN 978-3-7724-5538-4.
- Vintage Christmas: Inspirationen & Dekoideen zum Selbermachen, Seewald & Busse, 2011, ISBN 978-3-7724-7304-3.
- Masking Tape Ideenbuch: inspirierend, kreativ und schnell gemacht, Frech, 2011, ISBN 978-3-7724-3952-0.
- Wohnideen quer durchs Alphabet: Deko-Ideen mit Buchstaben, Wörtern und Ziffern, Frech, 2012, ISBN 978-3-7724-5935-1.
- Glitzernde Weihnachten: Verschenken für die ganze Familie, Frech, 2013, ISBN 978-3-7724-5854-5.
- Happy Shabby, Frech, 2013, ISBN 978-3-7724-5943-6.
- Shabby Chic Weihnachten, epubli, 2013.
- Shabby Chic: Materialien – Techniken – Ideen für Möbel und Accessoires, Frech, 2014, Sonderausgabe, ISBN 978-3-7724-5975-7.
- Natürlich Wohndesign: Über 30 Dekorationen und Leuchten aus Naturmaterialien zum Selbermachen, Frech, 2014, ISBN 978-3-7724-5945-0.
- Natürlich & dekorativ Weihnachten: Zauberhafte Dekoideen mit Naturmaterialien, Frech, 2014, ISBN 978-3-7724-5966-5.
- Natürlich & dekorativ Frühling: Frische Dekoideen mit Naturmaterialien, Frech, 2014, ISBN 978-3-7724-5985-6.
- Chalky Chic – Wohnaccessoires gestalten mit Kreidefarbe, Frech, 2016, ISBN 978-3-7724-7593-1.
- ARD Buffet – Wohndeko: stylisch – liebevoll – kreativ, Frech 2019, ISBN 978-3-7724-5042-6

## TV-Sendungen
- Kaffee oder Tee – SWR Fernsehen (2010–2015)[3]
- ARD-Buffet, Mo–Fr, 12.15–13.00 Uhr (2015-heute)